# Erejoffer
Een erejoffer is een jonge ongetrouwde vrouw die deel uitmaakt van de hofhouding van een vorstin. De functie kwam tot de twintigste eeuw aan Europese hoven voor. Erejoffers hielpen de vorstin en de hofdames bij alle voorkomende taken en waren aanwezig bij belangrijke ceremonies aan het hof. Zij kwamen vaak uit adellijke families.
In het Engels spreekt men van maid of honour, in het Duits van een Hofjungfer en in het Frans van een fille d'honneur of demoiselle d'honneur.

## Beschrijving
Al in de middeleeuwen was het gebruikelijk dat een aantal adellijke meisjes of jonge vrouwen een min of meer officiële  positie had in de hofhouding van een vorstin. Een aanstelling als erejoffer werd gezien als een grote eer, zowel voor de jonge vrouw zelf als voor haar familie. Het was een kans om de hoofse gewoonten en manieren te leren, en om in hoge kringen een netwerk van contacten op te bouwen. Dit alles vergrootte ook de kansen van een erejoffer om een goed huwelijk te sluiten.
In de late middeleeuwen werd een meisje soms al op tienjarige leeftijd erejoffer. Een speciaal aangestelde 'moeder' had aan het hof de zorg voor deze jonge meisjes. In de loop van de volgende eeuwen werd de leeftijdsgrens hoger. In de 18e eeuw was het gebruikelijk dat een erejoffer bij haar aanstelling tussen de 17 en 20 jaar was. 

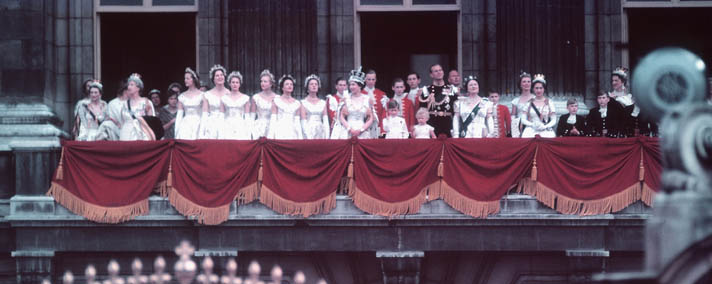
De zes erejoffers (maids of honour) van koningin Elizabeth II op het balkon van Buckingham Palace na haar kroning (1953)

Erejoffers stonden in de hiërarchie aan het hof onder de hofdames. Zij verrichtten hand-en-spandiensten voor de vorstin en de hofdames; hun positie was te vergelijken met die van de pages. Bij belangrijke gelegenheden waren ze, identiek gekleed, onderdeel van de ceremoniële pracht en praal. De erejoffers kregen voor hun diensten een toelage, kleding voor bijzondere gelegenheden, en kost en inwoning in de koninklijke paleizen. Financiële ondersteuning door hun familie bleef echter nodig om aan het hof hun stand te kunnen ophouden.
Zodra een erejoffer trouwde moest zij haar positie opgeven. Het was gebruikelijk dat erejoffers bij hun huwelijk een bruidsschat kregen van de vorstin die ze hadden gediend.
Na de 19e eeuw verdween de functie van erejoffer aan de meeste Europese koninklijke hoven. Bij de kroning van Elizabeth II van het Verenigd Koninkrijk in 1953 werden zes ongetrouwde dochters van edellieden speciaal voor die gelegenheid aangesteld als maid of honour. Zij vormden het gevolg van de koningin bij binnenkomst en verlaten van Westminster Abbey. Bij de kroning van Charles III en Camilla in 2023 werd koningin-gemalin Camilla tegen de traditie in niet begeleid door erejoffers maar door pages.